# 晋安郡
晋安郡（晉安郡、しんあん-ぐん）は、現存しない中国の郡。晋代から隋初にかけて、現在の福建省東部に設置された。

## 概要

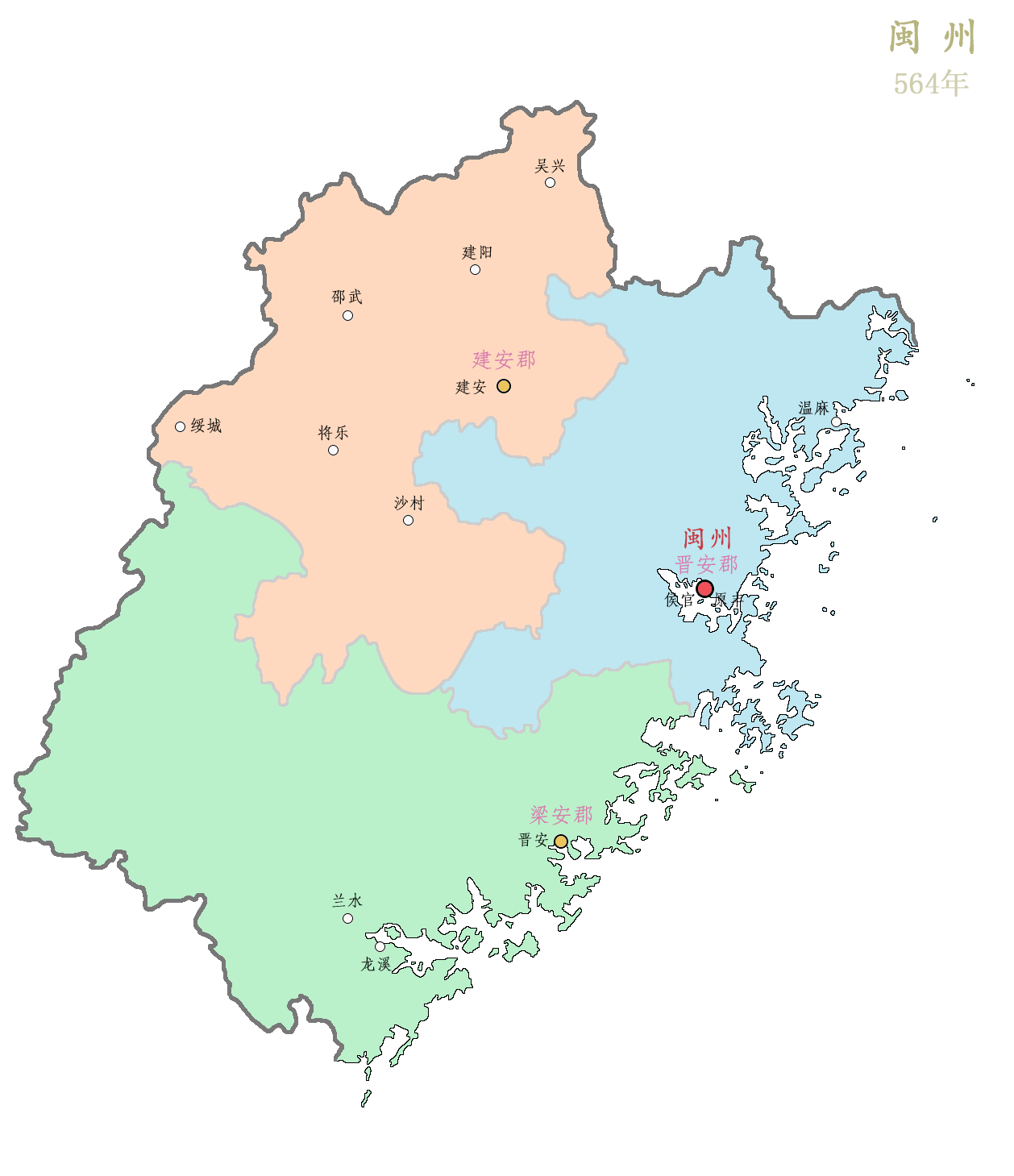
晋安郡（564年）

282年（太康3年）、西晋により建安郡が分割されて晋安郡が立てられた。晋安郡は揚州に属し、郡治は侯官県に置かれた。291年（元康元年）、揚州と荊州の10郡を合わせて江州が立てられると、晋安郡は江州に転属した。晋安郡は原豊・新羅・延平・同安・侯官・羅江・晋安・温麻の8県を管轄した。
南朝宋のとき、晋安郡は侯官・原豊・晋安・羅江・温麻の5県を管轄した。
南朝斉のとき、晋安郡は侯官・羅江・原豊・晋安・温麻の5県を管轄した。
南朝陳のとき、閩州が置かれて、晋安郡は閩州に転属した。ほどなく閩州は廃止されて、晋安郡は東揚州に転属した。568年（光大2年）、豊州が置かれて、晋安郡は豊州に転属した。
589年（開皇9年）、隋が陳を滅ぼすと、晋安郡は廃止されて、泉州に編入された。